# نيل أفليك
نيل أفليك هو رسام رسوم متحركة ومخرج وممثل كندي، ولد في 1953 بمونتريال في كندا.

## وصلات خارجية
- نيل أفليك على موقع IMDb (الإنجليزية)
- نيل أفليك على موقع قاعدة بيانات الفيلم (الإنجليزية)